# St. Erhard (Comburg)

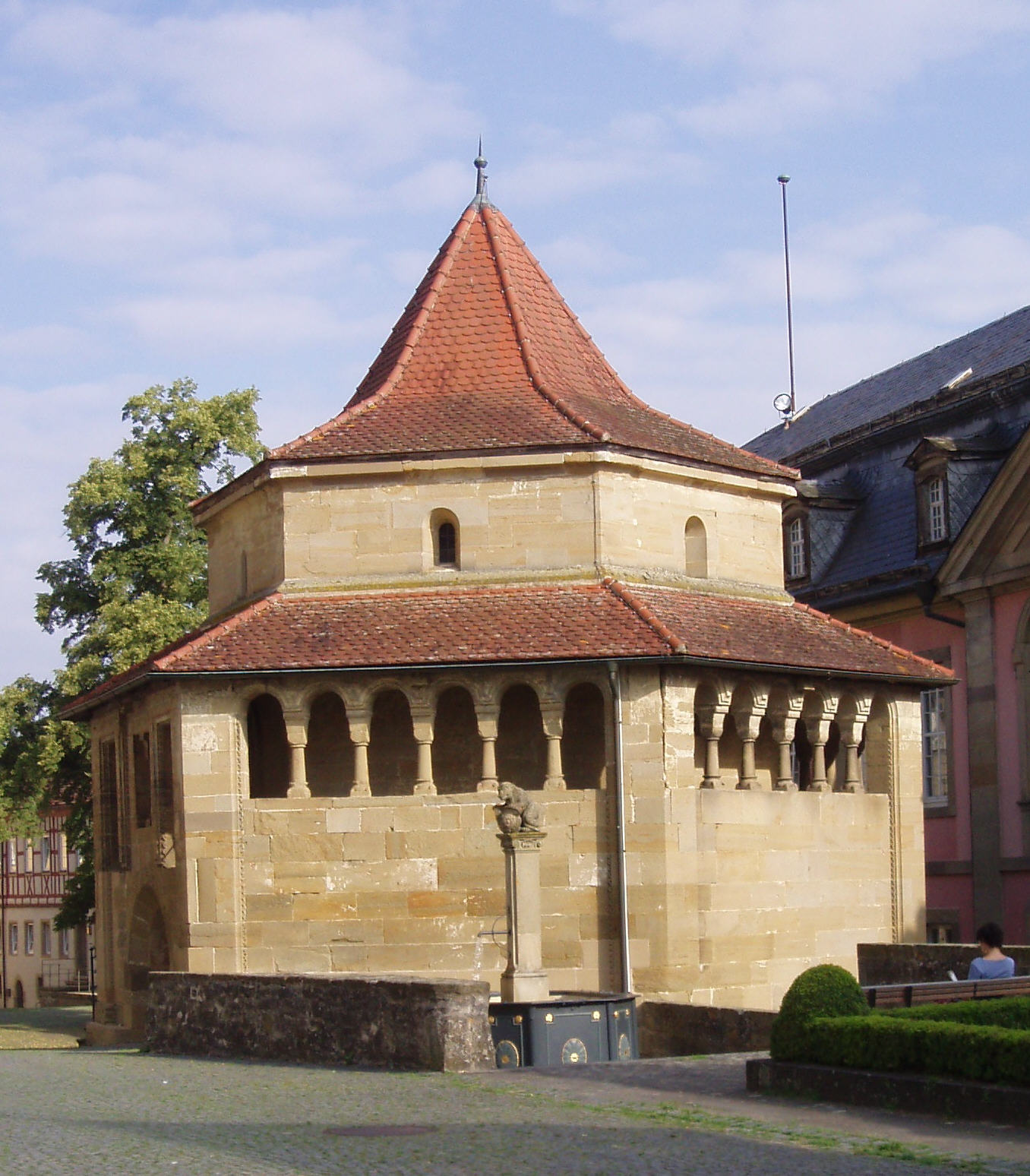
Sechseckkapelle auf der Comburg.

Die Kapelle St. Erhard ist ein 1324 erstmals erwähnter Sakralbau auf der Comburg. Das auf die Zeit um 1145 datierte romanische Bauwerk ist zweigeschossig und besitzt einen sechseckigen Grundriss. Der von einem ebenfalls sechseckigen Zeltdach abgeschlossene Kernbau mit kleinen Rundbogenfenstern ist mit einem Umgang versehen, der in zierlichen Rundbogenarkaden nach außen geöffnet und an den Ecken durch Lisenen gegliedert ist.

## Beschreibung
Das Innere des Kernbaus besitzt ein von einer Mittelsäule gestütztes Gewölbe mit von dieser ausgehenden wulstigen Rippen, die an den Innenecken der Außenwände von Konsolen gestützt werden. Der Kapellenraum ist mit einer aus dem 16. Jahrhundert stammenden Ausmalung geschmückt. An der Altarwand wird der Heilige Erhard neben den Bischöfen Kilian, Nikolaus und Erasmus dargestellt. Die anderen Wände zeigen Gemälde, die ein Paar Evangelisten sowie die Propheten und Apostel darstellen, so Daniel, Johannes d. T., Petrus und Paulus. Die Tracht der Heiligen zeigt teilweise eine Mischung mit der Mode des 16. Jahrhunderts. Die Fresken wurden bei Restaurierungsversuchen in den 1940er Jahren weitgehend zerstört.
Als Funktion des kleinen Gebäudes wird vermutet, dass es zur Kaschierung des Niveauübergangs zwischen zwei Höhenstufen innerhalb der Burg diente. Daneben käme auch eine Heiliggrabkapelle in Betracht, wie sie im Mittelalter häufig neben einer Kirche stand.
Nach einer Ausmalung im 16. Jahrhundert unter Propst Erasmus Neustetter wurde die Kapelle als Stiftsarchiv der Großcomburg genutzt.

## Galerie

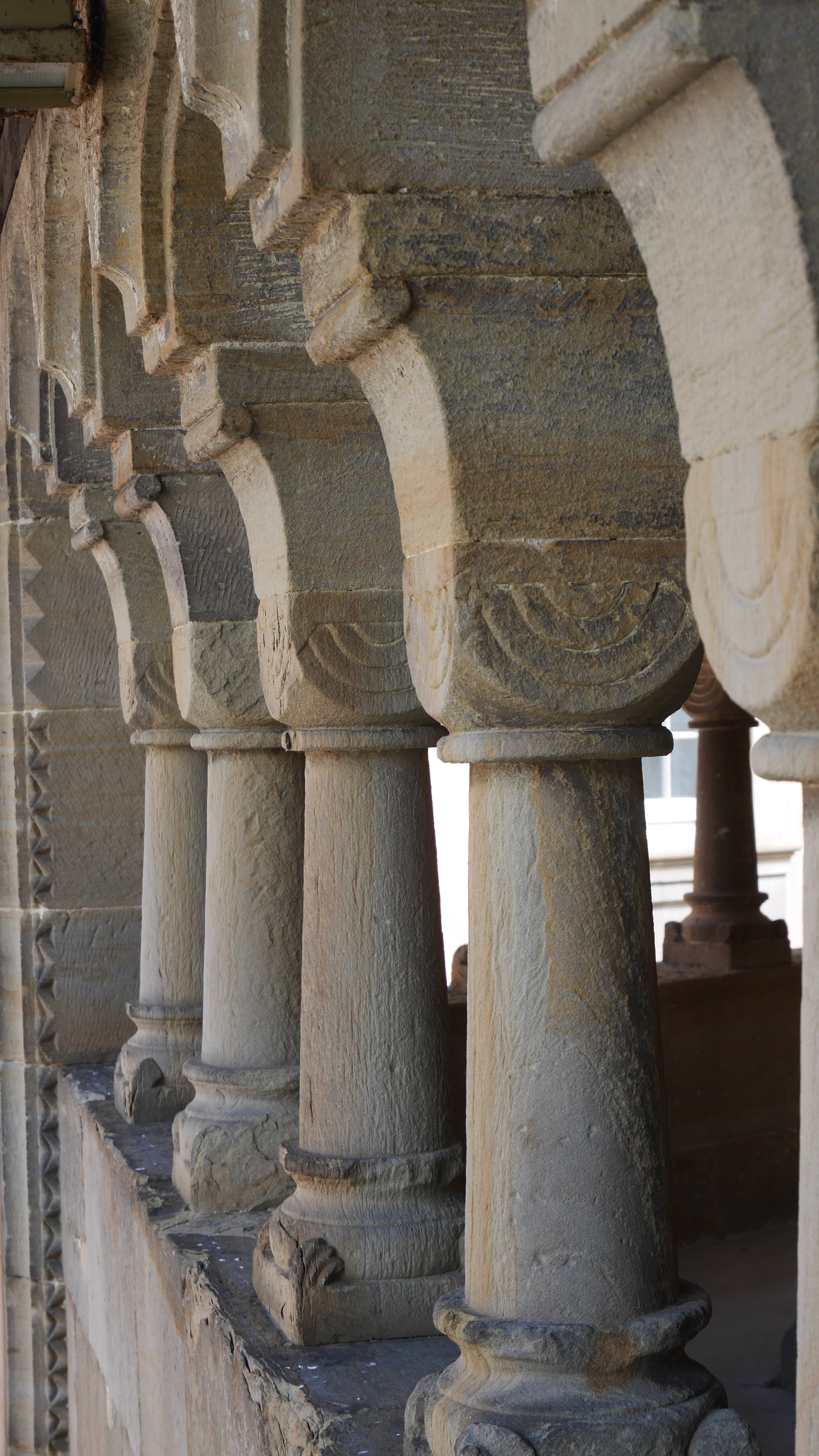
Säulengang Kapitelle Hirsauer Nasen
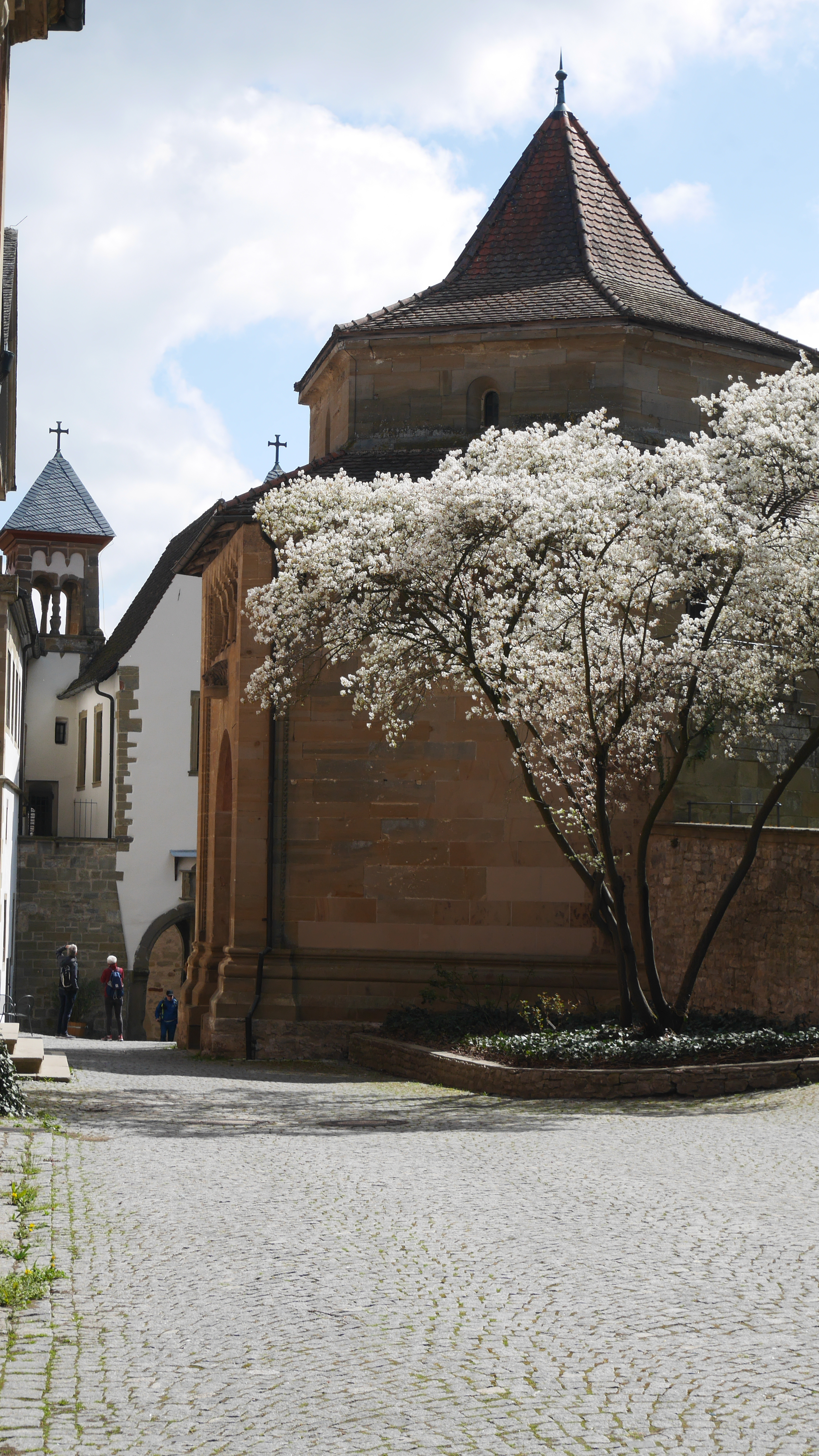
Mit Torbau
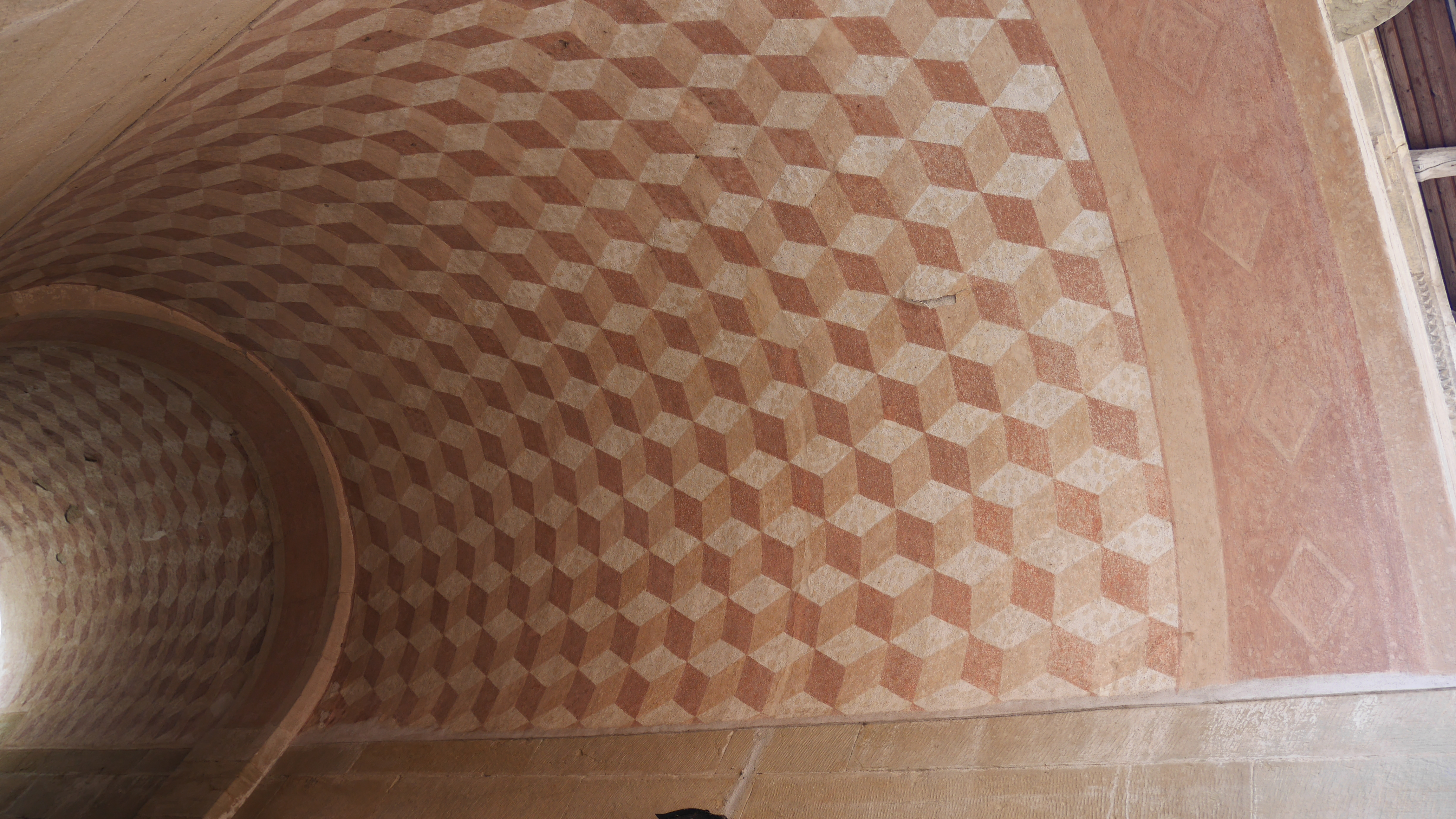
Tonnengewölbe im Durchgang
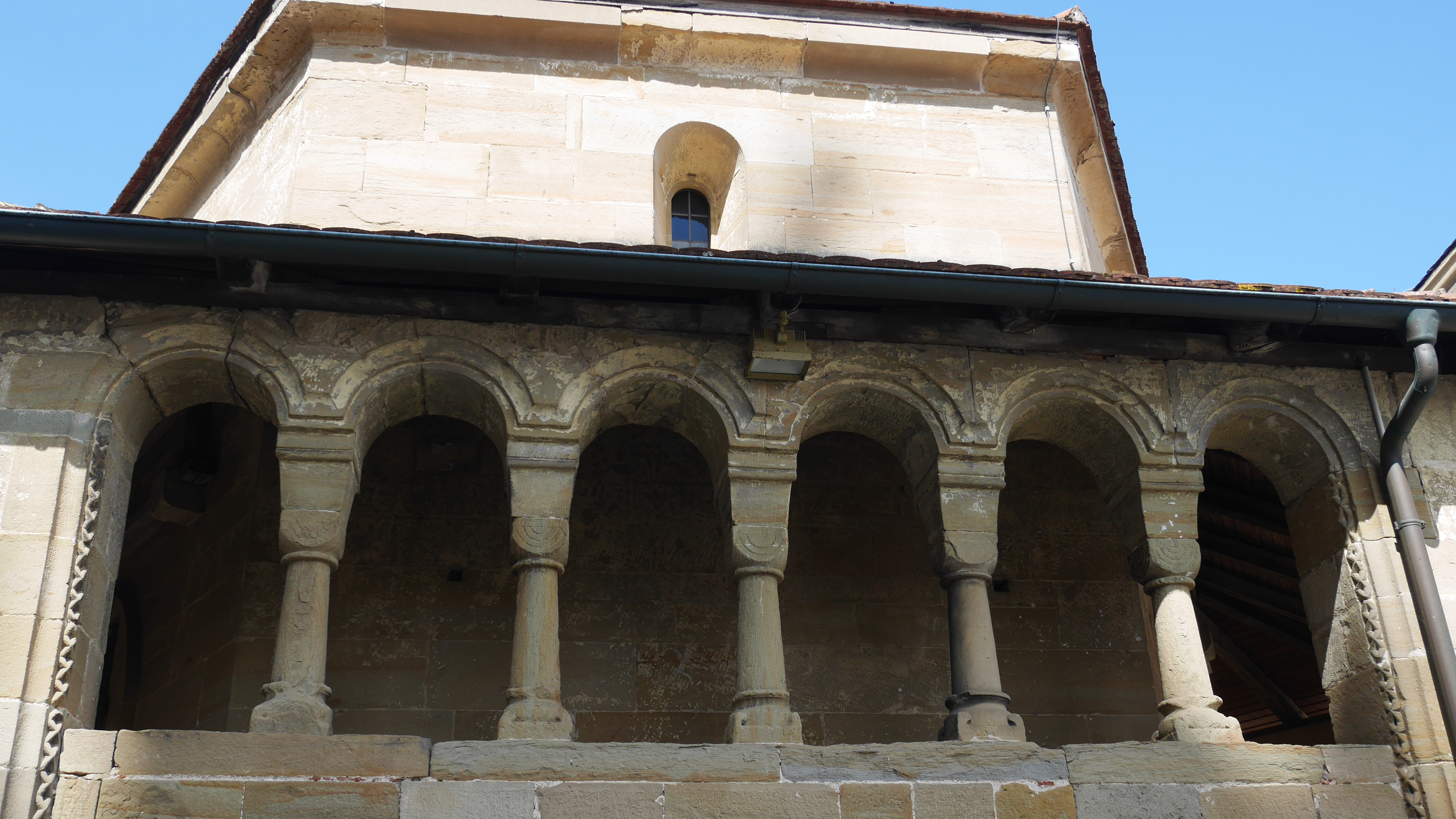
Fenster, Friese
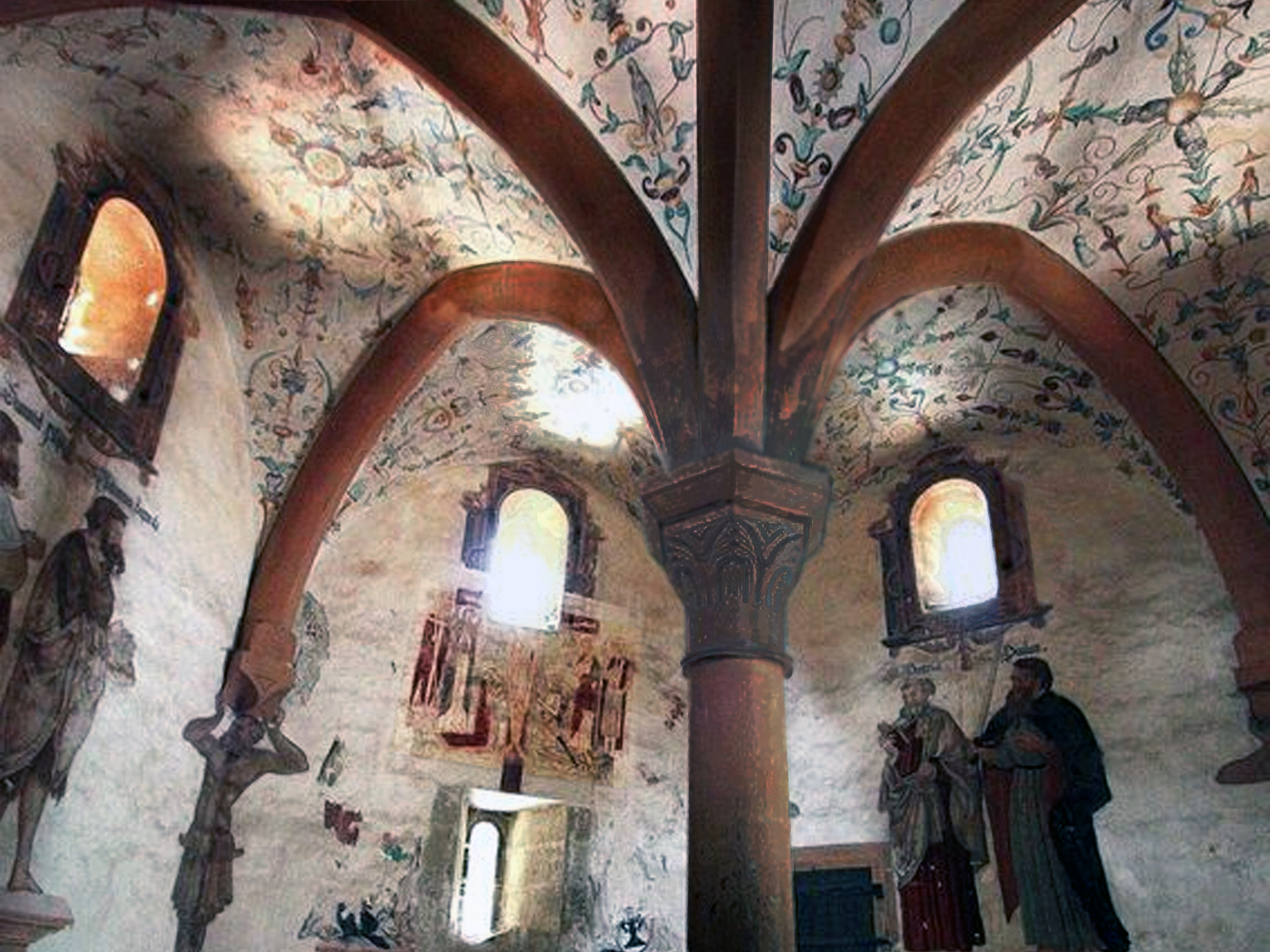
Mittelsäule